# John Hine
Pas d'image ? Cliquez ici
John Edwin Louin Hine, dit John Hine, né le 7 avril 1933 à Wandsworth (Angleterre) et mort le 17 janvier 2020 à Camberley, est un pilote automobile britannique. Il compte notamment quatre participations aux 24 Heures du Mans en 1962, 1970, 1972 et 1977.

## Carrière
En 1958, il commence sa carrière de pilote sur Lotus Eleven.
En 1962, il dispute pour la première fois les 24 Heures du Mans sur Marcos Gullwing. Il abandonne à la neuvième heure,,,. Il abandonne également lors de ses trois tentatives suivantes,,, ; il n'a ainsi jamais franchi la ligne d'arrivée.
En 1970, il termine cinquième des 24 Heures de Spa sur Mazda R100.